# Viola eugeniae
Viola eugeniae är en violväxtart. Viola eugeniae ingår i släktet violer, och familjen violväxter.

## Underarter
Arten delas in i följande underarter:
- V. e. eugeniae
- V. e. levieri